# 파이퍼 리스
파이퍼 리스(Piper Reese, 1999년 8월 13일 ~ )는 미국의 텔레비전 리포터다. 2008년, 8살의 나이로 Piper's Picks TV를 운영하며 팟캐스터로도 활동하고 있다.